# Robbinston
Robbinston è un comune degli Stati Uniti d'America, situato nello stato del Maine, nella contea di Washington.